# بيون بوريستينيس
بيون بوريستينيس أو بيون بوريسثينيس (باليونانية: Βίων ο Βορυσθενίτης)‏ (بالإنجليزية: Bion of Borysthenes)‏ (ولد 325/350 ق.م — توفي 245/255 ق.م) هو فيلسوف كلبي يوناني. بعد بيعه كعبد، ثم إطلاق سراحه، وانتقل إلى أثينا، حيث درس في كل مدرسة فلسفية تقريبًا. ومع ذلك، فإن خطبته اللاذعة ذات الأسلوب الساخر هي التي يتم تذكرها بشكل رئيسي. سخر من حماقة الناس، وهاجم الدين، ومدح الفلسفة.